# Рудинский, Василий Иванович
Василий Иванович Рудинский (1837, Сагуны, Подгоренский район — 1876, Москва, Российская империя) — российский медик, старший ординатор Московского военного госпиталя (ныне Главный военный клинический госпиталь имени Н. Н. Бурденко), доктор медицины, автор ряда научных трудов; коллежский советник. Младший брат главный начальника Военно-медицинского управления Российской империи О. И. Рудинского

## Биография
Василий Рудинский родился 25 декабря 1837 (6 января 1838) года в слободе Сагуны, Острогожского уезда Воронежской губернии, где отец его был настоятелем церкви. Среднее образование получил в Воронежском духовном училище и в Воронежской духовной семинарии, откуда в 1856 году, из высшего Отделения, идя по стопам старшего брата, поступил на медицинский факультет Императорского Московского университета, курс которого окончил в 1861 году со званием лекаря.
По окончании обучения В. И. Рудинский был определён в Перновский гренадерский полк, откуда в следующем году был переведен младшим врачом в Московский военный госпиталь и здесь начал готовиться к докторской диссертации. 
В 1863 году Рудинский В. И. напечатал свою первую статью в «Военно-медицинском журнале»: «Об отнятии предплечья на продолжении костей с двумя лоскутами». В следующем году в «ВМЖ» появился ряд его статей: «Замечание о камнесечении по способу Буханана», «Случай сращения мягкого неба с заднею стенкою глотки» и др. Кроме того, в том же 1864 году Рудинский издал книгу: «Малая хирургия и учение о повязках, с кратким изложением обязанностей фельдшеров и цирюльников 2-го комплекта» (Москва, 1864 год). 
В 1866 году Рудинский подготовил диссертацию: «Обзор современно употребляемых способов бокового камнеиссечения у мужчин», которую защищал 28 мая того же года, и был удостоен степени доктора медицины. 
В 1867 году Василий Иванович Рудинский был назначен старшим врачом в гренадерский стрелковый батальон, но пробыл в нем недолго и в 1868 году был переведен на ту же должность в Моршанский 139-й пехотный полк.
15 июля 1873 года получил чин коллежского советника.
В 1873 году был В. И. Рудинский был назначен главным лекарем Ярославского военного госпиталя; работая в этой должности он напечатал в «Медицинском вестнике» свое исследование: «Обрезание крайней плоти по способу Виндаля в военной практике» и «Трахеотом». 
В скором времени доктор Рудинский был командирован за границу на два года, с переводом на должность старшего ординатора Московского военного госпиталя. 
Возвратившись из-за границы, Василий Иванович Рудинский заболел и 19 июля 1876 года скоропостижно скончался, на 39 году от рождения.
Служба В. И. Рудинского на благо отечества была отмечена орденами Святой Анны 3 степени (1869) и Святого Станислава 2 класса (1873).